# John Kelvin
Jonathan Sarmiento Llanto (Callao, 19 de septiembre de 1986), conocido artísticamente como John Kelvin, es un cantante peruano de cumbia y salsa.  
Alcanzó la popularidad gracias por haber sido uno de tantos de los vocalistas de la agrupación musical  Grupo 5 a finales de la década 2000, además de haber formado parte de varios conjuntos musicales a lo largo de su carrera artística como Son Habana, Kumbia Stars, Calle 2 y Los 5 de Oro.
Tras su salida de esta última, se lanzó como solista con su propio agrupación musical John Kelvin & Orquesta.

## Primeros años
John Kelvin nació en el Callao el 19 de septiembre de 1986, es proveniente de una familia de clase media baja. 

## Carrera musical

### Inicios
Comenzó su carrera artística a los 13 años, inicialmente como corista y artista recurrente para algunas orquestas de salsa de su zona, mientras estaba estudiando en el colegio. 

### Son Habana y primera etapa con Grupo 5
En 2006, fue incluido en el elenco de la orquesta de salsa Son Habana, donde se desempeñaba como uno de los vocalistas. Debido a su gran desempeño, ha recibido ofertas para ingresar como el nuevo integrante de conocidas agrupaciones musicales de su país, de las cuales, tiempo después, Kelvin escogió solamente una. 
En 2007, John fue convocado por la familia Yaipén para formar parte de la agrupación de cumbia peruana Grupo 5, logrando asi ser conocido en los medios locales. 
Con el grupo musical de los Yaipén, Kelvin cambió de género musical de la salsa a la cumbia, siendo intérprete de conocidos temas musicales como: Tu hipocresía, Me olvidé de tu amor (siendo interpretada tiempo después por el también cantante Christian Yaipén, tras su retiro de la agrupación), entre otros temas. 
En 2008, fue nominado a los Premios Apdayc (Asociación Peruana de Autores y Compositores) como Mejor intérprete masculino tropical, donde finalmente, resultó como ganador de la categoría. 

### Calle 2 y segunda etapa con Grupo 5
Tras anunciar su retiro de Grupo 5, en 2009 Kelvin formó su propia agrupación musical siendo denominada tiempo después como Calle 2, desempeñándose como vocalista y figura principal de la orquesta, logrando así su primera etapa como solista.
Con Calle 2, sacó nuevos temas musicales como «Inolvidable», «Juraré amarte», «Te odio y te amo», y «Aguántate», para luego siendo sonado en conocidas emisoras de radio, especialmente de la cumbia peruana. Sin embargo, el proyecto no duró mucho tiempo, siendo disuelto en el año 2010. De su carrera destaca su disco Renacer, que obtuvo cuarenta mil copias vendidas.
Debido al repentino fracaso de Calle 2, Kelvin regresó por breve tiempo al Grupo 5, hasta su retiro en 2011.

### Kumbia Stars y Los 5 de Oro
Tras dejar por segunda vez al Grupo 5, en 2013, se sumó junto a Jonatan Rojas (ex-integrante de Hermanos Yaipén) y Leonard León (ex-integrante de Grupo 5 y Grupo América), para formar el trío musical Kumbia Stars, cantando sus respectivos éxitos. 
En 2017, fue incluido junto a algunos exintegrantes del Grupo 5 (entre ellos, el también cantante Dantes Cardoza) para un nuevo proyecto, que posteriormente se llamaría Los 5 de Oro, además de lanzar el cover del tema musical «Dónde venderán un trago» de Papaya Dada, siendo denominada como «Pa' que me invitan». Sin embargo, la presencia de Kelvin en el grupo no duró mucho tiempo. 

### John Kelvin & Orquesta
Tras su retiro de Los 5 de Oro, en 2019 formó su nueva orquesta que llevaría su nombre siendo denominada como John Kelvin & Orquesta, retomando tras varios años el género salsa sin dejar a la cumbia, además de lanzar su famosa frase: ¡Báilalo!. 
Con su orquesta, John lanzó las versiones salsa de sus éxitos musicales como «Quédate con él» y «Me olvidé de tu amor», así temas propios como «Sin sentimientos». 

## Problemas judiciales
En julio de 2021, Kelvin fue capturado por la Policía de su país por haber maltratado y desfigurado a su ex-pareja Dalia Duran, hecho con lo que mancharía su  ya alicaida carrera artística, además de haber protagonizado varios escándalos años anteriores.
En mayo de 2022 fue condenado a 21 años de pena privativa de la libertad por agresión y violación sexual. Meses después, mediante el juicio realizado, Kelvin a pesar de las pruebas fue absuelto de los cargos en su contra por violación sexual y sentenciado reprochablemente a tan sólo la pena de 1 año de prisión privativa.
Aunque fue liberado en octubre de 2022, Kelvin fue nuevamente detenido meses después, en febrero de 2023 tras no cumplir el orden de alejamiento hacia su expareja e hijos, siendo ésta vez por agresión verbal hacia la mujer. La Fiscalía del Perú le pidió nueve meses de prisión preventiva por el mencionado hecho.
En 2025, Kelvin volvió a incumplir la orden para protagonizar con Dalia Durán un vídeo musical de TikTok etiquetado como «humor», en el que se puede escuchar el siguiente estribillo: «Si tu marido te pega, dale golpes tú también».

## Discografía

### Álbumes en Grupo 5
- La amante (2007)
- Tu hipocresía (2008)

### Sencillos en Grupo 5
- «Me olvidé de tu amor»
- «Tu hipocresía»
- «Quédate con él»

### Álbumes en Calle 2
- Renacer (2009)[2]

### Sencillos en Calle 2
- «Te odio y te amo»
- «Juraré amarte»
- «Agárrate»
- «Bandido»
- «Ay traicionera»
- «Ahora aguántate»
- «Brújula de amor»
- «Me cansé de ti»
- «El baile del chitú»
- «Me estoy enamorando»

### Otros sencillos
- «Pa' que me invitan» (cover del tema «Dónde venderán un trago», como parte de Los 5 de Oro, 2018)
- «Sin sentimientos» (2019)

## Televisión
| Año  | Título                | Rol                      | Notas                                  | Ref.   |
| ---- | --------------------- | ------------------------ | -------------------------------------- | ------ |
| 2011 | Combate               | Competidor               | Primera temporada (Tercer eliminado)   | [ 19 ] |
| 2012 | El valor de la verdad | Participante invitado    | Edición especial                       | [ 20 ] |
| 2018 | El artista del año    | Participante             | 4to puesto (Décimo eliminado)          |        |
| 2018 | El artista del año    | Invitado especial        | Edición especial (Especial de Navidad) |        |
| 2019 | El artista del año    | Participante de refuerzo | Junto a Kate Candela                   | [ 21 ] |

## Premios y nominaciones
| Año  | Premios        | Categoría                           | Resultado | Ref.   |
| ---- | -------------- | ----------------------------------- | --------- | ------ |
| 2008 | Premios Apdayc | Mejor intérprete masculino tropical | Ganador   | [ 22 ] |